# Unibank
Unibank var en dansk bank, der blev stiftet i 1990 ved fusion mellem Andelsbanken, Sparekassen SDS og Privatbanken. Banken var på det tidspunkt Danmarks næststørste. Unibank blev organiseret som et datterselskab under selskabet Unidanmark A/S. Den første koncernchef i Unidanmark blev Privatbankens hidtidige direktør Steen Rasborg, der også blev formand for direktionen i Unibank.
Unibank havde store tab i de første år af 1990'erne. Tabene skyldes forudgående store lån til byggevirksomheder, der brød sammen under Finanskrisen 1988-1994. I juni 1992 var der rygter om, at Unibank i realiteten var insolvent, og der var store udtræk fra banken. For at skabe ro udstedte Danmarks Nationalbank en garanti for bankens forpligtelser. Efterfølgende blev Steen Rasborg udskiftet som koncernchef med Thorleif Krarup, der blev bragt ind udefra. Der blev iværksat omfattende besparelser, og udlån blev skåret ned.
Unibank indgik i marts 1999 i en fusion med Tryg-Baltica, der var Danmarks største forsikringsselskab og det næststørste i Norge. Tryg-Baltica blev et datterselskab under Unidanmark. Året efter, i marts 2000, fusionerede Unidanmark med MeritaNordbanken, der nogle år tidligere var dannet ved fusion af finske Merita Bank og svenske Nordbanken. Det fusionerede selskab blev derved en fællesnordisk finanskoncern, som fik navnet Nordic Baltic Holding, men som i december 2001 skiftede navn til det nuværende Nordea. Unibanks aktiviteter blev drevet videre som Nordea Bank Danmark.